# 村越优汰
村越優汰（1994年9月10日—）是日本的自由搏击选手。他是前K-1羽量级和RISE雏量级（Bantamweight）冠军。他在2019年5月至2020年2月之间被Combat Press评为雏量级前十名，并在2018年7月至2018年11月之间被评为雏量级前十名。